# 幡宮かのこ
幡宮 かのこ（はたみや かのこ、1975年6月5日 - ）は日本の女性声優。旧芸名は小池かの子。神奈川県出身。血液型はAB型。元アトリエピーチ所属、同事務所の窓口預かりを経て、イエローテイルに所属。

## 人物
高校のときテニス部の部長をやっていた。

## 出演

### テレビアニメ
- 夢のクレヨン王国（ミストナカイ、小鳥サエ子、ねむの木の母 他）

2003年
- 天使のしっぽChu!（高尾佳織）

2004年
- 月は東に日は西に 〜Operation Sanctuary〜（秋山文緒）

### OVA
- エルフ版 下級生（皆川 奈々）
- 蒼い海のトリスティア（レイグレット・クタニエ）

### ゲーム
1996年
- こうかん日記DX（工藤香奈美）

1997年
- あすか120%リミテッド BURNING Fest.（女生徒C）
- 下級生（皆川奈々）
- 竜機伝承2（ティン）
- 初恋ばれんたいん（宇佐見小夜）

1998年
- 初恋ばれんたいんSPECIAL（木下音々、宇佐見小夜）

1999年
- GREEN 〜秋空のスクリーン〜（水野真琴）

2000年
- POWER DoLLS 4（ニナ・ラーマン、アイザワ・モモ、フランシス・ル・ベリエ）

2001年
- Missing Blue（神瞳かりん）

2002年
- 蒼い海のトリスティア（レイグレット・クタニエ）

2004年
- Canvas2 〜茜色のパレット〜（萩野可奈）
- 月は東に日は西に 〜Operation Sanctuary〜（秋山文緒） - DC・PS2版

2005年
- 初恋 -first kiss-（桜井小桃）
- ぴゅあぴゅあ 耳としっぽのものがたり（とばり）

2006年
- 転生學園月光録（木ノ下陽子）
- ブルーブラスター（広報部隊クルー、平和維持軍通信士 他）

2007年
- リゼルクロス（セシル）

2008年
- 暁のアマネカと蒼い巨神（エアナ・コメート）

2012年
- 桜花センゴク! Portable（武田信玄ちゃん）

2014年
- 彼女はオレからはなれない（萬里小路紫子、橘菫）

2016年
- ビーナスイレブンびびっど！（アルセーネ、傘鷺あるる）

2017年
- 萌え萌え2次大戦（略）3（ユキカゼ、ミリィ）

2023年
- トリスティア：レガシー/トリスティア：リストア（レイグリット・クタニエ）

### CD
- エルフ版 下級生 ラジオアベニュー Vol.2（皆川奈々）
- Missing Blue（神瞳かりん）
  - サウンドコレクション +α!!
  - ドラマCD
  - 03聖遼学園高等部2年C組〜沙夜〜
  - 04聖遼学園高等部1年B組〜かりん〜
  - 05桃太郎一派見参！
- 月は東に日は西に 〜Operation Sanctuary〜 ドラマCD from TVアニメーション（秋山文緒）
  - Vol.2
  - Vol.3
- オーガスト放送局 はにはにラジオ
  1. 第6回ゲスト&課外授業
  2. 第12回ゲスト&課外授業
  3. 第17回ゲスト&課外授業
  4. 第24回ゲスト&課外授業
  5. 第29回ゲスト&課外授業
  6. 第35回ゲスト&課外授業

  - すぺしゃる
- GREEN 〜秋空のスクリーン〜 soundtrack（水野真琴）
- プリンセスうぃっちぃず ハイ☆ぱ〜ドラマCD（クルル）
- ぱじゃまラジオ プリっちラジオ（メインパーソナリティー）

## インターネットラジオ
- ぱじゃまラジオ プリっちラジオ（メインパーソナリティー）

### ゲスト出演
- D→A Dream Radio（第21〜24回ゲスト）
- オーガスト放送局 はにはにラジオ（第6・12・17・24・29・35回ゲスト）